# Gebandeerde torenvalk
De gebandeerde torenvalk (Falco zoniventris) is een valk die leeft op Madagaskar. Hij is verwant aan Dickinsons torenvalk en de grijze torenvalk en de enige endemische valk van Madagaskar.

## Kenmerken
De gebandeerde torenvalk heeft aan de achterzijde een grijs verenkleed met een donkere staart. De voorzijde is crèmekleurig met grijze strepen. De poten en de aanzet van de snavel zijn geel, evenals een ring rond de ogen. De soort heeft een lengte van 27 tot 30 cm en een spanwijdte van 60 tot 68 cm.

## Leefwijze
Hij brengt veel tijd door op een uitkijkpost, vaak een uitstekende tak. Vanaf die post grijpt de soort zijn prooi op de grond, in bomen of in de lucht. Op het menu staan vooral kleine vogels, insecten en hagedissen.

## Verspreiding
De gebandeerde torenvalk komt op heel Madagaskar voor met uitzondering van het hoogland in het centrale deel van het eiland. De meeste vogels leven in het zuiden en westen van het land. De totale populatie wordt geschat op enkele duizenden volwassen dieren. De habitat van de gebandeerde torenvalk bestaat uit open bosgebieden tot een hoogte van 2000 m.

## Voortplanting
Deze valk legt zijn legsel van drie eieren in holtes van bomen of nesten van andere vogels, zoals de sikkelvanga.